# Joseph Simon Pozac
Joseph Simon Pozac, né le 31 juillet 1780 à Toulouse (Haute-Garonne), mort le 15 avril 1854 à Tours (Indre-et-Loire), est un colonel français de la Révolution et de l’Empire.

## États de service
Il entre en service le 25 mai 1798, comme volontaire dans le 12e régiment de hussards, devenu le 30e régiment de dragons en 1803. Il fait partie de l’ expédition d’Irlande en 1798, et il devient brigadier le 25 avril 1799, puis fourrier le 22 mars 1800.
Affecté à l’armée d’Italie, il est le premier, le 16 mai 1800, à la tête de 12 hussards, à traverser le pont de Châtillon défendu par 2 pièces de canon et 300 Autrichiens. Il combat avec une grande intrépidité à Romano, à Montebello le 9 juin, et à Marengo le 14 juin 1800, où il est cité dans tous les rapports des opérations du régiment et particulièrement recommandé à la bienveillance du premier Consul. Il est nommé maréchal des logis-chef le 26 février 1801, à l’armée d’observation du midi, et il reçoit un sabre d’honneur le 30 mai 1803. 
Le 28 juin 1803, il est promu sous-lieutenant, et il est fait membre de droit de la Légion d’honneur le 24 septembre 1803. Il sert de l’an XI à l’an an XII contre les insurgées suisses, et de 1805 à 1807, il fait les campagnes d’Allemagne, de Prusse et de Pologne, aux armées d’Italie et de Naples. Il assiste au siège de Gaète, et il devient lieutenant le 18 septembre 1806. 
En 1807, il passe au 5e corps de la Grande Armée, et il est nommé aide de camp du général Fournier le 12 novembre 1807. En 1808 et 1809, il suit son général à l’armée d’Espagne, et il se fait remarquer aux affaires de Las Puentes et de Viveiro, où il a plusieurs chevaux tués sous lui. Le 14 juillet 1809, il occupe les mêmes fonctions auprès du général d’Alton, à l’armée d’Allemagne, et il reçoit son brevet de capitaine le 8 novembre 1809.
Au retour de la campagne de Russie, à laquelle il prend une part honorable, il est élevé au grade de chef d’escadron dans le 23e régiment de chasseurs à cheval le 23 mars 1813. Il fait la campagne de Saxe, à la tête de son unité, et il se fait remarquer à Reichenbach et à Schilda, où il culbute l’ennemi et lui fait un grand nombre de prisonniers. Il est fait officier de la Légion d’honneur le 28 septembre 1813. Il est fait prisonnier le 19 octobre 1813, à la bataille de Leipzig, et ne rentre en France que le 20 avril 1814.
Le 16 août 1814, il est affecté au 3e régiment de chasseurs à cheval et en 1815, il fait partie de la 1re division de cavalerie du 1er corps de l’armée du Nord. Il est licencié le 1er janvier 1816, puis replacé presque immédiatement dans les chasseurs de l’Isère. Il est fait chevalier de Saint-Louis un peu plus tard, et il est nommé lieutenant-colonel le 28 janvier 1824, au 4e régiment de chasseurs à cheval. Il est promu colonel le 17 août 1830, au 1er régiment de hussards, et il est fait commandeur de la Légion d’honneur le 26 mars 1831.
Le 11 août 1835, il est appelé au commandement militaire du palais du Luxembourg, et il est admis à la retraite le 4 avril 1848.
Il meurt le 15 avril 1854, à Tours.

## Sources
- A. Lievyns, Jean Maurice Verdot, Pierre Bégat, Fastes de la Légion-d'honneur, biographie de tous les décorés accompagnée de l'histoire législative et réglementaire de l'ordre, Tome 2, Bureau de l’administration, 1842, 344 p. (lire en ligne), p. 133.
- « Cote LH/2218/13 », base Léonore, ministère français de la Culture
- André Pierre Staub, Histoire de tous les régiments de hussards, Martin-Beaupré frères, Paris, 1867, p. 97.
- Ministère de la Guerre, Etat militaire de France pour l’année 1845, Veuve Levrault, Paris, 1845, p. 106.